# Solschen
Solschen (niederdeutsch Sulschen) ist ein Ortsteil der Gemeinde Ilsede im Landkreis Peine, Niedersachsen.

## Geografie
Der Ort, bestehend aus den Teilen Klein Solschen (Lüttjen Sulschen) und Groß Solschen (Gruten Sulschen), liegt westlich von Groß Ilsede und ist über die K 72 mit dem Gemeindezentrum verbunden.

## Geschichte
Hügelgräberfelder aus der späten Bronzezeit, die sich auf ca. 1000 v. Chr. datieren lassen, finden sich im Heers.
Solschen findet erstmals 1161 urkundliche Erwähnung. Es war Sitz eines Archidiakons und dem Domkapitel im Bistum Hildesheim zugehörig.
Seit dem 13. Jahrhundert ist die Unterscheidung zwischen Groß Solschen und Klein Solschen geläufig.
1215 wird mit Eckehardus sacerdos de Solcze ein Pfarrer der Gemeinde urkundlich erwähnt.
Mit dem ersten evangelischen Prediger Henricus Wartsenstidde zog am 14. September 1555 die Reformation in Solschen ein.
1830 wurde Groß Solschen durch Separation von der Inspektion Peine Sitz einer evangelisch-lutherischen Superintendentur.
Groß Solschen und Klein Solschen wurden am 1. Januar 1964 zur Gemeinde Solschen zusammengeschlossen. Seit der Vereinigung mit Ilsede am 1. Februar 1971 ist Solschen die flächenmäßig größte Ortschaft der Gemeinde.

## Politik

### Ortsrat
Der Ortsrat, der Solschen vertritt, setzt sich aus sieben Mitgliedern zusammen. Die Ratsmitglieder werden durch eine Kommunalwahl für jeweils fünf Jahre gewählt.
Bei der Kommunalwahl 2021 ergab sich folgende Sitzverteilung:
| Ortsrat 2021Insgesamt 7 Sitze - SPD: 2 - WGS: 4 - CDU: 1 |

### Ortsbürgermeister
Ortsbürgermeister ist Berend-Ludwig Heinemann.

### Wappen Solschen
| | Blasonierung: „In Rot ein sechsspeichiges goldenes Jahresrad mit schwarzer Nabe und rotem Zackenkranz auf der Ringfelge, darüber ein dreiblättriger goldener Eichenbruch.“ |
| Wappenbegründung: Das Jahresrad ist ein beliebtes Motiv bäuerlicher Volkskunst, versinnbildlicht den Lauf der Zeit, die Gemeinschaft der Dorfbewohner und deren Wunsch nach Leben und Gedeihen. Als Vorlage diente ein ebensolches Rad am Türholm des Bauernhauses Groß Solschen Nr. 32a aus dem Jahre 1859. Der Eichenbruch stammt von der 1871 gepflanzten „Friedenseiche“. Die Farben Gold-Rot erinnern an die frühere territoriale Zugehörigkeit zum Fürstbistum Hildesheim. Das Wappen wurde ursprünglich der Gemeinde Groß Solschen genehmigt. Nach dem Gemeindezusammenschluss mit Klein Solschen beschloss der Rat von Solschen am 6. Mai 1964 die Übernahme dieses Wappens, was der hildesheimische Regierungspräsident am 19. November 1964 billigte. Das Wappen wurde von Dr. Rudolf Dehnke gestaltet und am 24. September 1951 durch das Niedersächsische Ministerium des Innern genehmigt. | |

### Wappen Klein Solschen
| | Blasonierung: „In Gold ein sechsspeichiges rotes Jahresrad mit goldenem Zackenrand umgeben von einem steigenden roten Hufeisen.“ |
| Wappenbegründung: Das Wappen von Klein Solschen ist dem des Nachbarortes Groß Solschen bewusst ähnlich gestaltet, nur in umgekehrten Farben. Das Hufeisen verweist auf das Schmiedehandwerk im Ort und auf die alte Sitte, Hufeisen als Glückszeichen hinter und unter Türschwellen anzubringen. Das Wappen wurde von Dr. Rudolf Dehnke gestaltet und am 29. Mai 1952 durch das Niedersächsische Ministerium des Innern genehmigt. | |

## Kultur und Sehenswürdigkeiten
- Die klassizistische ev.-luth. St.-Pancratii-Kirche wurde in den Jahren 1828 bis 1834 nach Plänen des hannoverschen Konsistorialbaumeisters Friedrich August Ludwig Hellner erbaut und am Ersten Advent 1831, noch vor Fertigstellung des Turmes (55 m), eingeweiht.[6] Eine Zeichnung der Kirche, die im Kirchenarchiv aufbewahrt wird, zeigt, dass die Säulen des Kirchenschiffs auf den alten Fundamenten der ehemaligen Mutterkirche stehen. Solschen war bis zur Reformation ein Ur-Archidiakonatsort, zu dem die Dörfer Lütchen Solschen, Lütchen Bülten, Groß Bülten, Ölsburg, Adenstedt, Bierbergen, Bekum, Rosenthal, Rötzom, Ohlum, Schwicheldt, Mehrum, Equordt, Stedum, Schwülper, und Eistlingen - beide wüst, am Anfang um d. J. 1050 gehörten.[7]

- Aus der noch heute gut sichtbaren Sole, sprudelte bis ins späte 16. Jahrhundert Salzsole, die den Ort lange Zeit reich gemacht hat. Der Ortsname hat sich aus der Mittelhochdeutschen Sprache abgeleitet (sul - sol = Salzbrühe). Die Solequelle ist noch gut sichtbar erhalten, neben dem Ortsnamen ein wichtiger Verweis auf die Salzzeit.[8]

## Persönlichkeiten
- Judith Rave, geborene Judith Melousine Henriette Wilhelmine Freiin von Scheither, (* 1763 in Levern; † 2. August 1807 in Wormlage) war eine deutsche Schriftstellerin und Ehefrau von Pastor Rave in Groß Solschen
- Johann Georg Ludwig Brakebusch (1768–1835), deutscher lutherischer Theologe, war Pastor und Superintendent in Groß Solschen
- Matthias Bruns (* 1957), ehemaliger Fußballprofi bei Eintracht Braunschweig